# Hermosa ingrata
«Hermosa ingrata» es una canción del cantante y compositor colombiano Juanes, lanzada en enero de 2017 como el segundo sencillo de su séptimo álbum de estudio Mis planes son amarte. Fue compuesta por él junto con Carlos Alejandro Patino y Alejandro Ramirez y producida por Kacho por segunda ocasión.

## Lista de canciones
- 'Hermosa ingrata'- 3:01[3]

## Posicionamiento en listas
| Lista                              | Mejor posición |
| ---------------------------------- | -------------- |
| Argentina (Top 100 Digital)        | 52             |
| Chile (Top 100 Digital)            | 34             |
| Colombia (Top 100 Digital)         | 5              |
| Ecuador (Top 100 Digital)          | 7              |
| Estados Unidos (Billboard Hot 100) | 30             |
| Estados Unidos (Hot Latin Songs)   | 23             |
| México (Top 100 Digital)           | 45             |
| Perú (Top 100 Digital)             | 11             |

## Historial de lanzamiento
| Región         | Fecha               | Formato                     | Discográfica           | Ref.   |
| -------------- | ------------------- | --------------------------- | ---------------------- | ------ |
| América Latina | 27 de enero de 2017 | Descarga digital, Streaming | Universal Music Latino | [ 12 ] |